# 桜井 (企業)
株式会社桜井（さくらい）は、愛媛県今治市桜井に本社を置く縫製メーカー。大手衣料品メーカーユニクロが販売する下着を中心とした衣料品の縫製加工を担っている。

## 沿革
- 1980年 - 会社設立。
- 1992年 - 櫻井泰和製衣廠設立[4]。
- 1999年 - 櫻井服装有限公司設立[4]。
- 2008年6月 - SAKURAI VIETNAM CO., LTD設立[5]。
- 2009年2月 - SAKURAI VIETNAM CO., LTDが操業開始[5]。

## 関連会社
- SAKURAI VIETNAM CO., LTD
- 櫻井服装有限公司